# Ямане Юї
Ямане Юї (13 листопада 1994) — японська плавчиня. Учасниця Чемпіонату світу з водних видів спорту 2017, де в естафеті 4x100 метрів вільним стилем її збірна посіла 7-ме місце.